# دهوک مانا
دهوک مانا (به انگلیسی: Dhok Manna) یک روستا در پاکستان است که در پنجاب واقع شده‌است.